# Alfredo Gollini
Alfredo Gollini (Mòdena, Emília-Romanya, 24 de desembre de 1881 – 22 d'abril de 1957) va ser un gimnasta artístic italià, que va competir a començament del segle xx.
El 1912 va prendre part en els Jocs Olímpics d'Estocolm, on va guanyar la medalla d'or en la prova del concurs complet per equips del programa de gimnàstica.